# 桜道/雲の上の君と (epilogue)
『桜道/雲の上の君と(epilogue)』（さくらみち/くものうえのきみと（エピローグ））は、九州男の2枚目のシングル。発売元は日本クラウン。

## 解説
- オリコンシングルチャート初登場9位にランクイン。自己最高位を更新した（それまでは12位。）。

## 収録曲
1. 桜道
2. 雲の上の君と (epilogue)
TBS系列『世界・ふしぎ発見!』エンディングテーマ
メジャー1stアルバム『HB』収録曲「雲の上の君え(prologue)」の続編。
3. Hello!!
4. 桜道 (Instrumental)